# هيبر أوليفيرا
هيبر أوليفيرا (11 مارس 1983 في ماسايو في البرازيل – )؛ هو لاعب كرة قدم سابق كان يلعب كلاعب وسط.

## وصلات خارجية
- هيبر أوليفيرا على موقع قاعدة بيانات كرة القدم.إي يو (الإنجليزية)
- هيبر أوليفيرا على موقع Soccerway.com (الإنجليزية)
- هيبر أوليفيرا على موقع عالم كرة القدم.نت (الإنجليزية)